# American Relief Administration Food Remittance Package
Ein American Relief Administration Food Remittance Package (Lebensmittelüberweisungspaket der Verwaltung des Amerikanischen Hilfswerks) war in den Jahren nach dem Ersten Weltkrieg die Bezeichnung für ein Lebensmittelpaket der American Relief Administration (A.R.A.). In der Republik Österreich wurde auch die Bezeichnung „Dollarpaket“ verwendet.

## Die Rahmenbedingungen
Drei bis vier Millionen Familien in den Vereinigten Staaten hatten 1919 verwandtschaftliche Bindungen an Europa, das von einer Lebensmittelknappheit betroffen war. Direkte persönliche Unterstützung war oft der erste Gedanke, doch waren die Währungen besonders in den besiegten Ländern zerrüttet, Nahrungsmittel gegen harte Währungen nur zu stark überhöhten Preisen erhältlich und die Verschiffung von amerikanischem Gut nur zu Frachtkosten möglich, die dem Wert des Paketinhalts gleichkamen. Zudem konnte das Paket kurz vor dem Ziel geplündert werden. Herbert Hoover, damals Präsident der A.R.A., schlug seinen Mitarbeitern vor, ein System von Lieferungen mit Lebensmittelanweisungen auszuarbeiten, das den Verhältnissen gerecht würde. Drei Monate arbeiteten die Oberen des Hilfswerks an dem Konzept, das eine einfache und narrensichere Verfahrensweise zur Ausgabe von Lebensmitteln aus den Beständen der ARA-Lagerhäuser gegen Übergabe eines Lebensmittelwechsels beschrieb. Obwohl fünf Länder in Frage kamen, musste es ein einheitliches Paket werden, dessen Inhalt höchsten Ansprüchen gerecht zu werden hatte. Lebensmittelexperten normten den Inhalt derart, dass im Verhältnis zu Preis und Paketvolumen der größtmögliche Nährwert geliefert wurde.

## Das Paket selbst
Gestartet wurde mit vier verschiedenen Ausführungen:
| Paket „A“ zu 10 Dollar mit 11,1 kg Mehl 4,5 kg Bohnen 3,6 kg Speck 8 Dosen Milch | Paket „B“ zu 50 Dollar mit 63,5 kg Mehl 22,6 kg Bohnen 7,3 kg Speck 6,8 kg Schweineschmalz 5,4 kg Corned Beef 48 Dosen Milch |

Die Pakete „C“ und „D“ entsprachen den Ansprüchen an eine koschere Ernährung und hatten statt der Fleischprodukte eine gleichwertige Menge Baumwollsamenöl zum Inhalt. Ab November 1920 sinkende Lebensmittelpreise erlaubten die Beifügung von Zucker und Kakao.
Während der großen russischen Hungersnot von 1921 kam nur eine 10 Dollar kostende Ausführung zum Einsatz, mit folgendem Inhalt:
| 22,2 kg Mehl 11,3 kg Reis 1,4 kg Tee 4,5 kg Fett 4,5 kg Zucker 10 Dosen Milch |

## Ein Verkaufsschlager
Eine Zeitungsmeldung anlässlich der Eröffnung der Berliner ARA Warehouse-Zweigstelle Anfang September 1920 berichtete von 800.000 verkauften 10-$-Paketen und 50.000 Exemplaren zu 50 Dollar. Für Russland bestimmte Überweisungen ergaben nochmals fast eine Million Pakete. Die Lebensmittelwechsel waren mit dem Namen des Empfängers versehen und nicht übertragbar. Wer ohne eine bestimmte Zielperson wohltätig sein wollte, konnte einen Wechsel für „General Relief“ (Allgemeinhilfe) ausstellen, der von der A.R.A. zugunsten bedürftiger Personen verwendet wurde – Vorwegnahme des Prinzips der CARE-Pakete nach dem Zweiten Weltkrieg.

## Der Sowjets Problem mit den Paketen
Im August 1921 hatte der Sowjets Furcht vor konterrevolutionären Absichten bereits die Verhandlungen in Riga über die Aufnahme einer Hungerhilfe überschattet – das Übereinkommen vom 18. Oktober 1921 zum Programm der Lebensmittelpakete war letztlich nicht mehr als ein Nachtrag zum Vertrag vom 21. August 1921 über die Hilfslieferungen insgesamt. Bei ihren Einsätzen in Mitteleuropa war für die A.R.A. die Sache mit den Lebensmittelüberweisungen ein fester und gut gelittener Bestandteil, nicht so bei den Bolschewiki. Die sowjetische Regierung sah in dem Paketprogramm ein Mittel, den letzten nichtkommunistischen Gruppen der russischen Gesellschaft zu einem Aufschwung zu verhelfen. Nach Ansicht der Bolschewiki mussten viele der Käufer von  Lebensmittelwechseln während der Revolution aus Russland geflohen sein und damit den neuen Machthabern feindlich gesinnt. Man meinte, durch die Pakete erhalte das Bürgertum Hilfe, auch gerade noch als zum Schluss hin der Amerikaner Suppenküchen für das Proletariat abgebaut wurden. Als Ergebnis einer Kampagne gegen die Paketzustellungen weigerten sich im Dezember 1922 die Behörden, eine nicht dagewesene Anzahl von Paketen zustellen zu lassen. Pakete wurden mitunter sieben Monate zurückgehalten, nachdem die Sowjetregierung im Februar 1923 ihren Feldzug gegen die Pakete verstärkt hatte. Das mit ersten Lieferungen am 21. November 1921 in Moskau begonnene „food package program“ ließ die A.R.A. schließlich Mitte 1923 auslaufen.

## Nachweise
- Frank M. Surface / Raymond L. Bland: American Food in the World War and Reconstruction Period. Operations of the Organizations Under the Direction of Herbert Hoover 1914 to 1924, Stanford University Press, Stanford 1931, S. 91–93 u. 257. (Volltext).
- Hermann Stöhr: So half Amerika. Die Auslandshilfe der Vereinigten Staaten 1812–1930, Ökumenischer Verlag, Stettin 1936, S. 164.
- Herbert Hoover: Memoiren (Bd. 2). Das Kabinett und die Präsidentschaft 1920–1933, Matthias-Grünewald-Verlag, Mainz 1952, S. 22.
- Benjamin Murry Weissman: Herbert Hoover and Famine Relief to Soviet Russia. 1921–1923, Hoover Institution Press, Stanford 1974, ISBN 0-8179-1341-6, Volltext S. 120–121 und 163.
- Bertrand M. Patenaude: The Big Show in Bololand. The American Relief Expedition to Soviet Russia in the Famine of 1921, Stanford University Press, Stanford 2002, ISBN 0-8047-4493-9, Volltext S. 92–93.